# Christian Worch

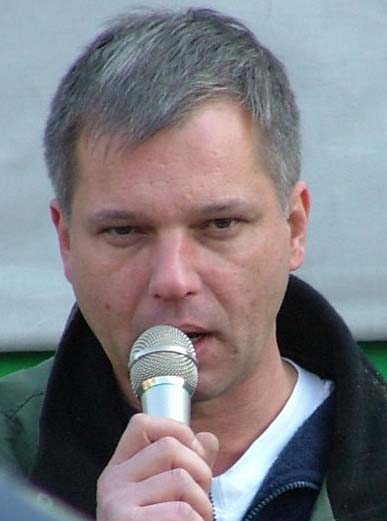
Christian Worch in Erfurt (2003)

Christian Worch (* 14. März 1956 in Hamburg) gilt als einer der führenden Kader der deutschen Neonazi-Szene. Der mehrmals einschlägig verurteilte Straftäter war Funktionär verschiedener rechtsextremer Gruppierungen und Parteien sowie Organisator und Redner bei einer Vielzahl von Neonazi-Demonstrationen. Von 2012 bis 2017 und ab 2021 bis zur Auflösung war er Bundesvorsitzender und Bundesschatzmeister der rechtsextremen Splitterpartei Die Rechte.

## Privates und Beruf
Worch wuchs in Hamburg-Hamm auf und absolvierte nach dem Besuch des Gymnasiums eine Ausbildung zum Notargehilfen. Er ist geschieden und lebte mehrere Jahre mit seiner Partnerin Lorena Riewa, der Schwester des Moderators Jens Riewa, zusammen. In jungen Jahren wurde Worch durch Erbschaft von Immobilien und Kapital Millionär.
Worch verdient seinen Lebensunterhalt als Taxifahrer in seinem Wohnort Parchim.
Als juristisches und politisches Vorbild bezeichnet Worch einen Onkel, der während des Zweiten Weltkriegs in der Waffen-SS diente, nach dem Krieg Rechtswissenschaft studierte, danach bis zu seinem 67. Lebensjahr als Verwaltungsjurist im Staatsdienst tätig war und diesen als Justiziar der Niedersächsischen Landesregierung im Range eines Leitenden Regierungsdirektors verließ. Nach seiner Pensionierung eröffnete der Onkel eine Kanzlei in Stade. Der Onkel war Mitglied der FDP und stand dort dem Naumann-Kreis sehr nahe.

## Rechtsextremistische Aktivitäten

### Junge Nationaldemokraten
Durch eine private Bekanntschaft kam Worch mit der Jugendorganisation der NPD, der JN, in Kontakt und war vom Frühjahr bis zum Herbst 1977 Mitglied und als Pressebeauftragter auch Funktionsträger in dieser Organisation. In dieser Zeit lernte Worch Michael Kühnen kennen.

### Aktionsfront Nationaler Sozialisten / Nationale Aktivisten
Seit seinem 21. Lebensjahr ist Worch politisch im rechtsextremen Spektrum aktiv. 1978 wurde er insbesondere mit einer provokanten Aktion der in Hamburg von Michael Kühnen geführten „Hansabande“ unter dem Motto „Ich Esel glaube, dass in Deutschland Juden vergast worden sind“ als Holocaustleugner bekannt. Aus der Organisation ging im selben Jahr die Aktionsfront Nationaler Sozialisten (ANS) hervor. Zu dieser Zeit pflegten sie auch Kontakte zur später verbotenen Wiking-Jugend.
Nachdem Kühnen 1979 verhaftet worden war, übernahm Worch die Leitung der ANS und wurde kurz darauf nach einer Propagandaaktion und einem Überfall ebenfalls vor Gericht gestellt und 1980 zu drei Jahren Freiheitsstrafe verurteilt.

### Freiheitliche Deutsche Arbeiterpartei
Nachdem die Aktionsfront Nationaler Sozialisten/Nationale Aktivisten ANS/NA 1983 verboten worden war, trat Worch 1984 der (1995 ebenfalls verbotenen) Freiheitlichen Deutschen Arbeiterpartei (FAP) bei und wurde deren stellvertretender Vorsitzender. 1988 trat Worch aus der FAP aus.

### Hilfsorganisation für nationale politische Gefangene und deren Angehörige
Seit 1984 engagierte sich Worch außerdem in der „Hilfsorganisation für nationale politische Gefangene und deren Angehörige e. V.“, die 2011 verboten wurde, und nahm an Führungstreffen der NSDAP-Aufbauorganisation teil.

### Nationale Liste
1989 gründete Worch dann zusammen mit Thomas Wulff die Partei Nationale Liste (NL) und war ab 1993 auch in deren Vorstand aktiv.
In der Nacht vom 19. auf den 20. Mai 1989 haben, laut Spiegel-Version mit Berufung auf den Hamburger Verfassungsschutz, vier als Polizei-Sondereinheit getarnte Antifaschisten „eines speziellen ‚Ermittlungskommandos‘ der Hamburger ‚Antifaschistischen Aktion‘, zu der Verfassungsschützer etwa 50 Entschlossene rechnen“, das Ehepaar Worch überwältigt, gefesselt und 50 Aktenordner, Mitgliederlisten und Adresskarteien der Nationalen Liste und Neonaziszene mitgenommen. Die Selbstbezeichnung – in Anlehnung an das MEK = Mobiles Einsatzkommando – war „MAK – Mobiles Antifa Kommando“.
Innerhalb der Nationalen Liste gab er bis September 1991 die Zeitschrift Index heraus, mit der er sich insbesondere im Bereich der sogenannten Anti-Antifa-Arbeit betätigte. Nach dem Tod Kühnens 1991 übernahm er zusammen mit Arnulf Priem und Gottfried Küssel die Leitung der Gesinnungsgemeinschaft der Neuen Front (GdNF). Bekannt wurde Worch als maßgeblicher Organisator von GdNF-Aufmärschen sowie der Rudolf-Heß-Gedenkmärsche.

### Im Umfeld von NPD und Freien Kameradschaften
Nach dem Verbot der NL im Februar 1995 stand Worch in den 1990er Jahren zeitweise der NPD nahe und war einer der entscheidenden Verbindungsmänner der Freien Kameradschaften, einer neonazistischen Organisationsform, die Thorsten Heise, Thomas Wulff und er zuvor maßgeblich entwickelt hatten, zu Aktionen der NPD.
Seit die NPD-Spitze im August 2000 verkündet hatte, vorerst den „Kampf auf der Straße“ auszusetzen, um mit Blick auf den Verbotsantrag dem Staat weniger Angriffsflächen zu liefern, distanzierte sich Worch zunehmend von der Partei. Auch der NPD-seitig propagierten sogenannten Volksfront von rechts stand er kritisch gegenüber, was u. a. zu Auseinandersetzungen mit seinem langjährigen Weggefährten Wulff führte und für Worch, dem zuvor schon angeboten worden war, den Landesvorsitz der Hamburger NPD zu übernehmen, auch ein zeitweiliges „Auftritts- und Redeverbot“ auf Veranstaltungen der Partei zur Folge hatte. Worch betätigte sich bis zuletzt als Gegner der 2011 letztlich vollzogenen Fusion von NPD und DVU.
Im Wahlkampf zur Hamburger Bürgerschaftswahl 2025 trat Worch als Unterstützer für die 2023 neugegründete NPD auf. U.a. beteiligte er sich am 26. Februar an einer Kundgebung der Partei in Hamburg-Wandsbek.

### Die Rechte
Aus seinem früheren Hamburger Umfeld zog Worch nach Parchim in Mecklenburg-Vorpommern und gründete im Mai 2012 unter seinem Vorsitz die Partei „Die Rechte“. Er übernahm dafür die Programmatik der DVU, um in Konkurrenz zur NPD rechtsextremes Wählerpotential zu mobilisieren. Am 28. Oktober 2017 wurde Worch auf dem Bundesparteitag der Kleinpartei mit 78,4 % der gültigen Stimmen in seinem Amt als Parteivorsitzender bestätigt. Anschließend gab es jedoch einen Antrag des Thüringer Landesverbandes, in dem gefordert wurde, dass der Bundesparteitag beschließen solle, „daß die Partei Die Rechte sich voll und ganz zur deutschen Volksgemeinschaft bekennt“. Worch hielt „eine Gegenrede“ und erklärte, dass er den Antrag vor allem aus juristischen, aber auch aus politischen Gründen ablehne. Es kam zum Eklat, da die Mehrheit der Mitglieder nicht Worch, sondern dem Thüringer Landesverband folgte. Worch legte daraufhin das Tagungspräsidium nieder und verließ den Parteitag. Anschließend erklärte er, „daß er zum 31. Oktober sein Amt als Bundesvorsitzender niederlegen und dies in einem internen Rundschreiben begründen würde“. Im Kontext dieses Bruchs wurde auch der Web-Auftritt von „die-rechte.com“ zu „die-rechte.net“ geändert. Trotz der Differenzen spielt Worch weiter eine relevante Rolle bei „Die Rechte“, sei es beim Aufmarsch in Kassel im Juli 2019 oder bei der Anmeldung der Demonstration von „Die Rechte“ für den 1. Mai 2020 in Hamburg. Anfang Januar 2019 kehrte Worch auf dem Bundesparteitag zudem als Schatzmeister und Beisitzer in den Bundesvorstand zurück. Bei den Kommunalwahlen in Hamm am 13. September 2020 trat er als Oberbürgermeisterkandidat an und erhielt 173 Stimmen (0,24 %). Seit 2021 war Christian Worch erneut Bundesvorsitzender und Bundesschatzmeister der Partei. Am 18. März 2025 löste sich die Partei auf.

## Strafverfahren und Inhaftierungen
Im Jahre 1977 wurde Worch zusammen mit Kühnen für die Ehrung der in den Nürnberger Prozessen zum Tode verurteilten Kriegsverbrecher zu einer Arbeitsauflage verurteilt.
Worch wurde erstmals im Frühjahr 1979 wegen des Vorwurfs der Planung des zweifachen Mordes inhaftiert und saß für sechs Wochen in Kiel in Untersuchungshaft, bevor der entsprechende Haftbefehl wieder aufgehoben wurde.
Im Jahre 1980 wurde er der Volksverhetzung und Verbreitung nationalsozialistischer Propaganda für schuldig befunden und zu einer Gesamtstrafe von drei Jahren Haft verurteilt.
Ende 1994 wurde Worch zu zwei Jahren Haft verurteilt, weil er die ANS/NA nach dem Verbot dieser Organisation illegal weitergeführt hatte. Ende Februar 1996 trat Worch diese Strafe an, wurde jedoch 1997 vorzeitig aus der Haft entlassen.
In zahlreichen Strafverfahren wurde Worch in der Regel von Jürgen Rieger anwaltlich vertreten.

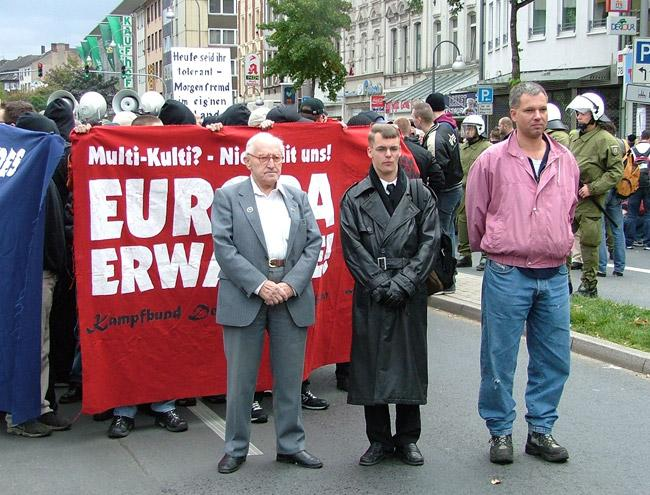
Otto Riehs und Axel Reitz mit Christian Worch als Spitze einer Kundgebung im Oktober 2004 in Köln